# طوخ (قنا)
قرية طوخ هي إحدى القرى التابعة لمركز نقادة في محافظة قنا في جمهورية مصر العربية. حسب إحصاءات سنة 2006، بلغ إجمالي السكان في طوخ 26029 نسمة، منهم 12372 رجل و13657 امرأة.